# Pachnobia mallochi
Pachnobia mallochi är en fjärilsart som beskrevs av Benjamin 1933. Pachnobia mallochi ingår i släktet Pachnobia och familjen nattflyn. Inga underarter finns listade i Catalogue of Life.